# Acanthochitona mahensis
Acanthochitona mahensis is een keverslakkensoort uit de familie van de Acanthochitonidae. De wetenschappelijke naam van de soort is voor het eerst geldig gepubliceerd in 1927 door Winckworth.